# Winneba
Winneba (popularment anomenada Simpa) és una ciutat de Ghana, capital del Efutu Municipal District a la regió Central. Té una població de 60.331 habitants (40.017 habitants el 2000). Es troba a 140 a l'est de Cape Coast i a 25 km a l'oest de la Gran Accra i 66 km del centre; és un port pesquer i lloc històric. Limita a l'est amb el riu Ayensu i a l'oest amb el les muntanyes Mankoa.
El nom podria derivar dels europeus que l'anomenaven Wind Bay, del que va derivar Winneba. Els seus habitants són coneguts com a Simpafo o Effutufo. Fou capital del districte de Gomoa-Awutu-Effutu-Senya de la Regió Central fins al 1988 i després del districte Awutu-Effutu-Senya del qual es va segregar el districte municipal el 2014 per llei (LI) 1860 amb una superfície de 95 km², sent un dels 20 districtes de la regió. És capital del regne tradicional d'Efutu fundat al segle xv.
L'anglès Nicholas Crispi de la Companyia de Mercaders Comerciant a Guinea, va acompanyar la primera expedició anglesa a la Costa d'Or i va triar el lloc de Wiampa (més tard Winneba) a Agona, com a punt inicial de contacte. A partir de 1632 els anglesos va desembarcar i va prendre el primer contacte amb el rei d'Agona. El rei estava ben disposat amb els britànics i els va permetre per tractat establir una factoria, i van començar immediatament l'edificació. No obstant això a partir Winneba no es podia obtenir molt d'or i molt aviat va quedar clar que un bon punt de suport a la Costa d'Or només seria possible en desafiament als holandesos; Winneba fou abandonada per Kormantin (avui Saltpond) si bé en alguns moments els britànics la van tornar a fer servir fins passat la meitat del segle xvii.
Les principals indústries de Winneba són la pesca i la terrisseria. És conegut pel festival Aboakyer, festival de la cacera del cérvol del poble Efutu i per la seva festa de Carnaval d'Any Nou amb vestits de fantasia. La ciutat té una rica tradició musical i presumeix de diversos grups musicals de renom al país. La Universitat d'Educació de Winneba és una de les institucions educatives a Ghana (fins a 1966 va ser l'Institut Kwame Nkrumah d'ideologia).